# Rolf Krämer
Rolf Krämer (* 16. August 1955 in Bürbach) ist ein deutscher Jurist. Von 2002 bis 2021 war er der juristische (rechtskundige) Vizepräsident im Landeskirchenamt Hannover.

## Leben
Rolf Krämer schloss eine Ausbildung zum Bankkaufmann ab und studierte im Anschluss Betriebswirtschaftslehre (Abschluss als Dipl.-Kaufmann) und Rechtswissenschaft.  Im Anschluss arbeitete er als Wissenschaftlicher Mitarbeiter am Lehrstuhl für Steuerrecht an der Ruhr-Universität Bochum. 1993 wurde Krämer zum Dr. jur. promoviert. 1993 begann er als Assessor seinen Dienst im Landeskirchenamt in der Evangelisch-lutherischen Landeskirche Hannovers. 1997 wurde Krämer zum Oberlandeskirchenrat (Ordentliches Mitglied des Landeskirchenamtes) ernannt und leitete das Dezernat für Kirchensteuerfragen. Am 17. Mai 2002  wurde er vom Kirchensenat zum juristischen Vizepräsidenten des Landeskirchenamtes ernannt und  am 30. September 2002  von der damaligen Landesbischöfin Margot Käßmann in das Amt  eingeführt. Durch sein Amt war er Leiter der Abteilung Finanzwirtschaft (Finanzdezernent) im Landeskirchenamt Hannover und verantwortete den landeskirchlichen Haushalt, zum 1. Oktober 2021 ging er in den Ruhestand.

## Weitere Ämter
- Vorsitzender des Vorstandes der Norddeutsche Kirchliche Versorgungskasse für Pfarrer und Kirchenbeamte (NKVK)[3]
- seit 2014 Mitglied im Aufsichtsrat der Evangelischen Bank, vorher der Evangelischen Kreditgenossenschaft.
- Mitglied im Aufsichtsrat des Diakonischen Werk in Niedersachsen.[4]
- Mitglied im Aufsichtsrat der Deutschen Bibelgesellschaft in Stuttgart.[5]